# Süd- und Mittelamerikanische Beachhandballmeisterschaften
Die Süd- und Mittelamerikanische Beachhandballmeisterschaften (spanisch Campeonato Sur Centro de Balonmano Playa, portugiesisch Campeonato Sul-Centro Americano de Beach Handball beziehungsweise portugiesisch Campeonato Sul-Centro Americano de Handebol de Praia) sind eine 2019 eingeführte kontinentale Meisterschaft im Beachhandball.
Der Wettbewerb für Nationalmannschaften ersetzt die bis 2018 ausgetragenen Pan-Amerikanische Beachhandball-Meisterschaften, nachdem die Internationalen Handballföderation (IHF) die Pan-American Team Handball Federation (PATHF) im April 2019 auflöste und durch die beiden Nachfolgeorganisationen Handballkonföderation Nordamerikas und der Karibik (NACHC beziehungsweise NORCA) und Süd- und zentralamerikanische Handballkonföderation (SCAHC beziehungsweise COSCABAL) ersetzte. Beiden neuen Kontinentalverbände führen seitdem eigene kontinentale Meisterschaften durch, die neben der Ermittlung eines kontinentalen Meisters auch zur Qualifikation zu den Weltmeisterschaften und den World Games dienen.
Während der zweijährlich ausgetragenen Turniere wird jeweils ein Wettbewerb für Frauen und ein Wettbewerb für Männer durchgeführt. Bei den Männern setzte Brasilien seine Dominanz ungebrochen fort, dahinter reihen sich Argentinien und Uruguay ein. Auch bei den Frauen konnten zunächst die Brasilianerinnen an ihre Dominanz anknüpfen, 2022 trug die Aufbauarbeit der Argentinierinnen über einen längeren Zeitraum Früchte und sie konnten ihren ersten kontinentalen Titel gewinnen. Zwei Jahre später konnte Brasilien die Vormachtstellung auch bei den Frauen wiederherstellen.

## Frauen
| 2019 Details | Maricá, Brasilien  | Brasilien   | 2:0 | Argentinien | Paraguay | 2:1 | Uruguay  |
| 2022 Details | Maceió, Brasilien  | Argentinien | 2:1 | Brasilien   | Uruguay  | 2:0 | Chile    |
| 2024 Details | Asunción, Paraguay | Brasilien   | 2:0 | Argentinien | Uruguay  | 2:0 | Paraguay |

### Platzierungen der Nationalmannschaften
| Nation         | 2019 | 2022 | 2024 |
| -------------- | ---- | ---- | ---- |
| Argentinien    | 2    | 1    | 2    |
| Brasilien      | 1    | 2    | 1    |
| Chile          | 5    | 4    | 5    |
| Ecuador        | –    | 6    | –    |
| Paraguay       | 3    | 5    | 4    |
| Uruguay        | 4    | 3    | 3    |
| Venezuela      | X    | –    | –    |
| Teilnehmerzahl | 5    | 6    | 6    |

| Legende | Legende | Legende | Legende                                                           |
| ------- | ------- | ------- | ----------------------------------------------------------------- |
| 1       | 2       | 3       | Podest-Platzierungen                                              |
| 4       | 4       | 4       | Halbfinalist                                                      |
| X       | X       | X       | Mannschaft zunächst gemeldet, aber nicht angetreten/zurückgezogen |

## Männer
| 2019 Details | Maricá, Brasilien  | Brasilien | 2:0 | Uruguay     | Argentinien | 2:0 | Paraguay |
| 2022 Details | Maceió, Brasilien  | Brasilien | 2:0 | Argentinien | Uruguay     | 2:0 | Ecuador  |
| 2024 Details | Asunción, Paraguay | Brasilien | 2:0 | Argentinien | Uruguay     | 2:0 | Chile    |

### Platzierungen der Nationalmannschaften
| Nation         | 2019 | 2022 | 2024 |
| -------------- | ---- | ---- | ---- |
| Argentinien    | 3    | 2    | 2    |
| Brasilien      | 1    | 1    | 1    |
| Chile          | 6    | 6    | 4    |
| Ecuador        | 5    | 4    | –    |
| Paraguay       | 4    | 5    | 5    |
| Peru           | –    | –    | 6    |
| Uruguay        | 2    | 3    | 3    |
| Venezuela      | X    | –    | –    |
| Teilnehmerzahl | 6    | 6    | 6    |

| Legende | Legende | Legende | Legende                                                           |
| ------- | ------- | ------- | ----------------------------------------------------------------- |
| 1       | 2       | 3       | Podest-Platzierungen                                              |
| 4       | 4       | 4       | Halbfinalist                                                      |
| X       | X       | X       | Mannschaft zunächst gemeldet, aber nicht angetreten/zurückgezogen |

## Ranglisten
| 1 | Brasilien   | 2 | 1 | – | 3 | 3 | – | – | 3 | 5 | 1 | – | 6 |
| 2 | Argentinien | 1 | 2 | – | 3 | – | 2 | 1 | 3 | 1 | 4 | 1 | 6 |
| 3 | Uruguay     | – | – | 2 | 2 | – | 1 | 2 | 3 | – | 1 | 4 | 5 |
| 4 | Paraguay    | – | – | 1 | 1 | – | – | – | – | – | – | 1 | 1 |